# Aigeiroúses
Aigeiroúses (Aigeirouses) är en ort i Grekland.   Den ligger i prefekturen Nomarchía Dytikís Attikís och regionen Attika, i den sydöstra delen av landet, 50 km väster om huvudstaden Aten. Aigeiroúses ligger 54 meter över havet och antalet invånare är 339.
Terrängen runt Aigeiroúses är huvudsakligen kuperad, men söderut är den bergig. Havet är nära Aigeiroúses åt nordväst. Runt Aigeiroúses är det ganska tätbefolkat, med 75 invånare per kvadratkilometer. Närmaste större samhälle är Mégara, 18,1 km sydost om Aigeiroúses. 